# Ямурджа
Ямурджа е уединено ниско възвишение в Област Стара Загора, южно от река Тунджа.
Възвишението Ямурджа се издига в най-източната част на Казанлъшката котловина, южно от река Тунджа и представлява естествена граница между Казанлъшката котловина на запад и Твърдишката котловина на изток. От запад на изток дължината му е 2,6 km, а ширината – 1,4 km. Възвишението се издига на около 150 – 160 m над околната равнина, като най-високата му точка връх Ямурджа е с височина 432,9 m и е разположена в средната му част. Западните, северните и източните му склонове обърнати към язовир „Жребчево“ са стръмни, а южните полегати. Изградено е от гранити. Силно залесено.
По западното му подножие преминава малък участък от второкласен път № 55 Дебелец – Нова Загора – Свиленград.

## Топографска карта
- Лист от карта K-35-52. Мащаб: 1 : 100 000.